# Myrmeciza laemosticta
Myrmeciza laemosticta é uma espécie de ave da família Thamnophilidae.
Pode ser encontrada nos seguintes países: Colômbia, Costa Rica, Panamá e Venezuela.
Os seus habitats naturais são: florestas subtropicais ou tropicais húmidas de baixa altitude.